# Janusz Wojciechowski

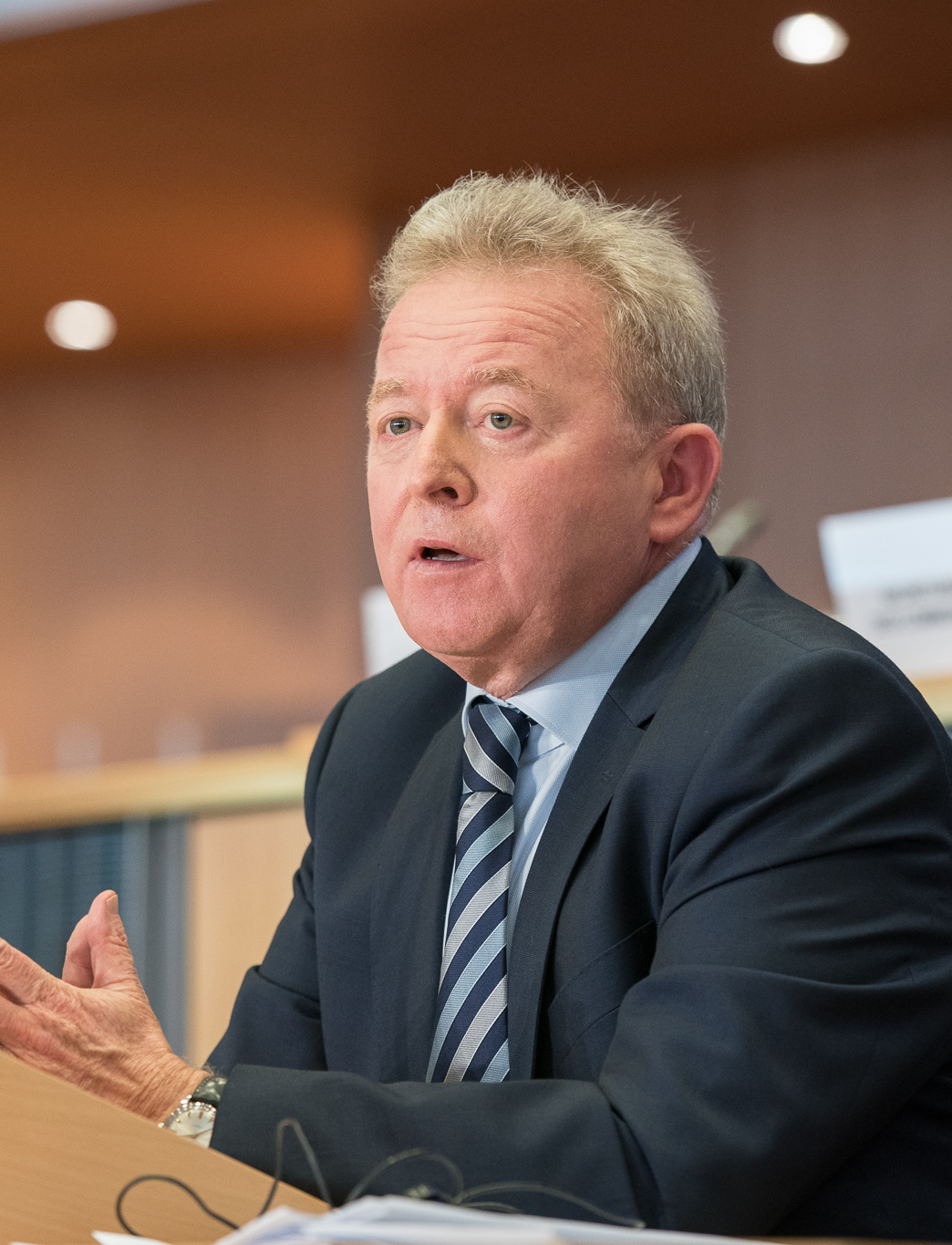
Janusz Wojciechowski (2019)

Janusz Czesław Wojciechowski (anhörenⓘ; * 6. Dezember 1954 in Rawa Mazowiecka) ist ein polnischer Jurist und Politiker (PSL, PiS). Er war Präsident des polnischen Rechnungshofes (1995–2001), Vizemarschall des Sejm (2001–2004), Mitglied des Europäischen Parlaments (2004–2016), Auditor am Europäischen Rechnungshof (2016–2019) und EU-Kommissar für Landwirtschaft und ländliche Entwicklung (2019–2024). Dem Sejm gehörte er von 1993 bis 1995 und von 2001 bis 2004 in dessen II. und IV. Wahlperiode an.

## Leben und Beruf
Janusz Wojciechowski graduierte 1977 an der Fakultät für Rechtswissenschaften und Verwaltung der Universität Łódź. Von 1977 bis 1980 war er als Assessor bei der Landesanwaltschaft in Skierniewice und von 1980 bis 1993 als Richter tätig. Bis 1985 war er zudem am Bezirksgericht in Rawa Mazowiecka und am Bezirksgericht in Skierniewice tätig, von 1985 bis 1990 am Provinzgericht in Skierniewice sowie von 1990 bis 1993 am Berufungsgericht in Warschau und von 1991 bis 1993 Richter am Staatsgerichtshof Polens. Von 1990 bis 1993 war er Mitglied des Krajowa Rada Sądownictwa.
Er ist Autor oder Mitautor von Kommentaren zum Strafgesetzbuch und zu Straftaten sowie von wissenschaftlichen und journalistischen Artikeln auf dem Gebiet des Rechts und der Rechtssoziologie.
Er ist katholisch, verheiratet und hat zwei Söhne. Er ist der Bruder von Grzegorz Wojciechowski.

### Politik
1984 trat Wojciechowski der Partei Zjednoczone Stronnictwo Ludowe (ZSL) bei, die in der Volksrepublik Polen den Charakter einer Blockpartei für Bauern hatte. Die ZSL fusionierte nach dem Übergang zur Demokratie 1990 mit anderen (neugegründeten) Parteien zur Polskie Stronnictwo Ludowe (PSL). Bei der Parlamentswahl 1993 wurde er für die PSL in den Sejm gewählt. Von 1994 bis 1995 amtierte er als Staatssekretär im Ministerrat der Regierung von Waldemar Pawlak.
Die Koalition aus PSL und Sojusz Lewicy Demokratycznej (SLD) wählte Wojciechowski 1995 zum Präsidenten des Obersten Rechnungshofs, dieses Amt hatte er bis 2001 inne. Bei der Parlamentswahl 2001 wurde er erneut in den Sejm gewählt. Von 2001 bis 2004 war er Vizemarschall (stellvertretender Präsident) des Sejms der IV. Wahlperiode und von 2004 bis 2005 Vorsitzender der PSL.
Vom EU-Beitritt Polens 2004 bis 2016 war Wojciechowski Abgeordneter im Europäischen Parlament (EP). Während der 5. und 6. Wahlperiode des EP gehörte er zunächst der Polnischen Volkspartei und der christdemokratischen EVP-ED-Fraktion an. Im Dezember 2005 wechselte er zusammen mit zwei weiteren PSL-Parlamentariern in die EU-skeptische Fraktion Union für das Europa der Nationen. Zur Europawahl 2009 schloss er sich der nationalkonservativen Partei Recht und Gerechtigkeit an und saß anschließend in der EKR-Fraktion. Von 2004 bis 2016 war Wojciechowski stellvertretender Vorsitzender des Ausschusses für Landwirtschaft und ländliche Entwicklung.
Er schied im Mai 2016 aus dem EU-Parlament aus, nachdem er als Mitglied des Europäischen Rechnungshofes berufen wurde. Vom 1. Dezember 2019 bis zum 30. November 2024 war er EU-Kommissar für Landwirtschaft und ländliche Entwicklung in der Kommission von der Leyen I.

## Ehrungen und Auszeichnungen
- Offizierskreuz des Orden Polonia Restituta (2017)